# Tour de Yorkshire 2016
Die Tour de Yorkshire 2016 war ein britisches Straßenradrennen. Das Etappenrennen wird organisiert durch die A.S.O. und wurde in der Grafschaft Yorkshire ausgetragen. Es fand vom 29. April bis zum 1. Mai 2016 statt. Es war Teil der UCI Europe Tour 2016 und dort in der Kategorie 2.1 eingestuft.

## Teilnehmende Mannschaften
| WorldTeams (7)- BMC Racing Team - Dimension Data - Giant-Alpecin - Katusha - Lotto NL-Jumbo - Orica-GreenEDGE - Sky Professional Continental Teams (5)- Cofidis, Solutions Crédits - Direct Énergie - ONE Pro Cycling - Roompot-Oranje Peloton - Topsport Vlaanderen-Baloise Continental Teams (5)- JLT Condor - Madison Genesis - NFTO - Raleigh GAC - Wiggins Nationalmannschaft- Großbritannien |
| |

## Etappen
| Etappe    | Datum    | Etappenorte                 | type            | Länge (km) | Etappensieger     | Gesamtführender   |
| --------- | -------- | --------------------------- | --------------- | ---------- | ----------------- | ----------------- |
| 1. Etappe | 29. Apr. | Beverley – Settle           | Hügelige Etappe | 187        | Dylan Groenewegen | Dylan Groenewegen |
| 2. Etappe | 30. Apr. | Otley – Doncaster           | Flachetappe     | 136,5      | Danny van Poppel  | Dylan Groenewegen |
| 3. Etappe | 1. Mai   | Middlesbrough – Scarborough | Hügelige Etappe | 198        | Thomas Voeckler   | Thomas Voeckler   |

## Gesamtwertung
| \| Gesamtwertung \| Gesamtwertung \| Gesamtwertung \| Gesamtwertung \| Gesamtwertung \| \| Fahrer \| Fahrer \| Land \| Team \| Zeit \| \| ------------- \| -------------------- \| ---------------------- \| -------------------------- \| ---------------- \| \| 1. \| Thomas Voeckler \| Frankreich \| Direct Énergie \| 13 h 05 min 16 s \| \| 2. \| Nicolas Roche \| Irland \| Team Sky \| + 6 s \| \| 3. \| Anthony Turgis \| Frankreich \| Cofidis, Solutions Crédits \| + 16 s \| \| 4. \| Adam Yates \| Vereinigtes Königreich \| Orica-GreenEDGE \| + 17 s \| \| 5. \| Steven Kruijswijk \| Niederlande \| LottoNL-Jumbo \| + 21 s \| \| 6. \| Lars Petter Nordhaug \| Norwegen \| Team Sky \| + 52 s \| \| 7. \| Gianni Moscon \| Italien \| Team Sky \| + 53 s \| \| 8. \| Nikias Arndt \| Deutschland \| Giant-Alpecin \| + 1 min 13 s \| \| 9. \| Serge Pauwels \| Belgien \| Dimension Data \| + 1 min 20 s \| \| 10. \| Dion Smith \| Neuseeland \| ONE Pro Cycling \| + 1 min 21 s \| |                      |                        |                            |                  |
| |                      |                        |                            |                  |
| Quellen: ProCyclingStats Cycling Quotient Cycling Archives |                      |                        |                            |                  |
| Gesamtwertung |                      |                        |                            |                  |
| Fahrer | Fahrer               | Land                   | Team                       | Zeit             |
| 1. | Thomas Voeckler      | Frankreich             | Direct Énergie             | 13 h 05 min 16 s |
| 2. | Nicolas Roche        | Irland                 | Team Sky                   | + 6 s            |
| 3. | Anthony Turgis       | Frankreich             | Cofidis, Solutions Crédits | + 16 s           |
| 4. | Adam Yates           | Vereinigtes Königreich | Orica-GreenEDGE            | + 17 s           |
| 5. | Steven Kruijswijk    | Niederlande            | LottoNL-Jumbo              | + 21 s           |
| 6. | Lars Petter Nordhaug | Norwegen               | Team Sky                   | + 52 s           |
| 7. | Gianni Moscon        | Italien                | Team Sky                   | + 53 s           |
| 8. | Nikias Arndt         | Deutschland            | Giant-Alpecin              | + 1 min 13 s     |
| 9. | Serge Pauwels        | Belgien                | Dimension Data             | + 1 min 20 s     |
| 10. | Dion Smith           | Neuseeland             | ONE Pro Cycling            | + 1 min 21 s     |

## Wertungstrikots
| Etappe         | Etappensieger     | Gesamtwertung     | Punktewertung     | Bergwertung     | Kämpferischster Fahrer |
| -------------- | ----------------- | ----------------- | ----------------- | --------------- | ---------------------- |
| 1              | Dylan Groenewegen | Dylan Groenewegen | Dylan Groenewegen | Peter Williams  | Peter Williams         |
| 2              | Danny van Poppel  | Dylan Groenewegen | Dylan Groenewegen | Richard Handley | Nicolas Edet           |
| 3              | Thomas Voeckler   | Thomas Voeckler   | Dylan Groenewegen | Nathan Haas     | Peter Kennaugh         |
| Wertungssieger | Wertungssieger    | Thomas Voeckler   | Dylan Groenewegen | Nathan Haas     | nicht vergeben         |